# Fiat
Fiat Automobiles S.p.A. (la început doar FIAT, Fabbrica Italiana Automobili di Torino), este un producător de automobile italian, în trecut parte a Fiat Chrysler Automobiles și, din 2021, o filială a Stellantis prin divizia sa italiană Stellantis Italy. Sediul central al grupului se află în Torino, regiunea Piemont, în nord-vestul Italiei.
Fabrica de automobile Fiat a luat naștere în anul 1899, fiind înființată de către Giovanni Agnelli și alți asociați de-ai săi. În timp, grupul Fiat s-a dezvoltat foarte mult, devenind cel mai important grup financiar și industrial italian.
Fiat deține în prezent (februarie 2011) o participație de 25% la producătorul auto american Chrysler.

## Domenii de activitate
Inițial domeniul de activitate al grupului Fiat a fost doar construcția de automobile și vehicule industriale și agricole. În timp însă grupul și-a diversificat mult activitățile, atât în mediul industrial, cât și în cel financiar și operează acum în 61 de țări prin intermediul a 1.063 de companii cu peste 223.000 de angajați (dintre care circa 111.000 în afara Italiei).
În 1923 Fiat a deschis faimoasa fabrică de automobile de la Lingotto (Torino, Italia). Începând cu a doua jumătate a anilor 1960 a cumpărat o serie de alte companii cu diverse domenii de activitate, incluzând:
- Automobile - lunga listă include bine-cunoscutele firme Ferrari, Lancia, Autobianchi, Alfa Romeo, Maserati, Innocenti, Citroën (vândută în 1976). Fiat deține de asemenea și câteva mărci de vehicule industriale, cum ar fi OM și Iveco.

- Vehicule agricole și de construcții - Fiat deține CNH Global (care include: Case Construction, Case IH, Flexi-Coil, Kobelco, New Holland, New Holland Construction, Steyr); și Fiat-Hitachi Construction.

- Autobuze - produse cu numele Fiat, Iveco sau Irisbus.

- Aviație - avioane și diverse componente au fost produse de către FiatAvio (numită acum Avio, o companie independentă).

- Vehicule militare - Ariete.

- Componente pentru automobile - Magneti-Marelli, Carello, Automotive Lighting, Siem, Cofap, Jaeger, Solex, Veglia Borletti, Vitaloni, Weber, Riv-Skf, Brazilian Cofap.

- Siderurgie și metalurgie - Teksid.

- Edituri - Grupul Fiat deține importante edituri, cum ar fi La Stampa (înființată în 1926 pentru ziarul cu același nume), Itedi, Italiana Edizioni.

- Servicii financiare - Toro Assicurazioni, Lloyd Italico, Augusta Assicurazioni.

- Construcții - Ingest Facility, Fiat Engineering.

- IT - ICT - Information & Communication Technology, Espin, Global Value, TeleClient, Atlanet.

- Turism - Fiat deține facilitățile de schi de la Sestriere (o stațiune din Munții Alpi construită de cătra familia Agnelli).

În anii 1970-1980, Fiat a introdus pentru prima dată utilizarea roboților industriali pentru construcția de autovehicule.
Uzinele de asamblare Fiat sunt recunoscute ca fiind între cele mai automatizate și avansate din puncte de vedere tehnologic din lume.
Grupul Fiat este prezent în multe țări din întreaga lume, nu doar din Occident.A fost una dintre primele companii occidentale care a construit uzine în statele sovietice. Cele mai notabile exemple fiind uzinele din Vladivostok, Kiev și Togliattigrad (AutoVAZ și Lada). Prezențe Fiat în alte țări includ: Tychy în Polonia (numită mai demult FSM și unde s-au fabricat modelele Fiat din clasele mici, cum ar fi Fiat 126, Fiat Cinquecento și în prezent Fiat Seicento), Brazilia, Turcia, China și India.
Fiat a declarat recent că dorește să se concentreze pe așa-numitele piețe emergente.

## Istoria emblemei Fiat

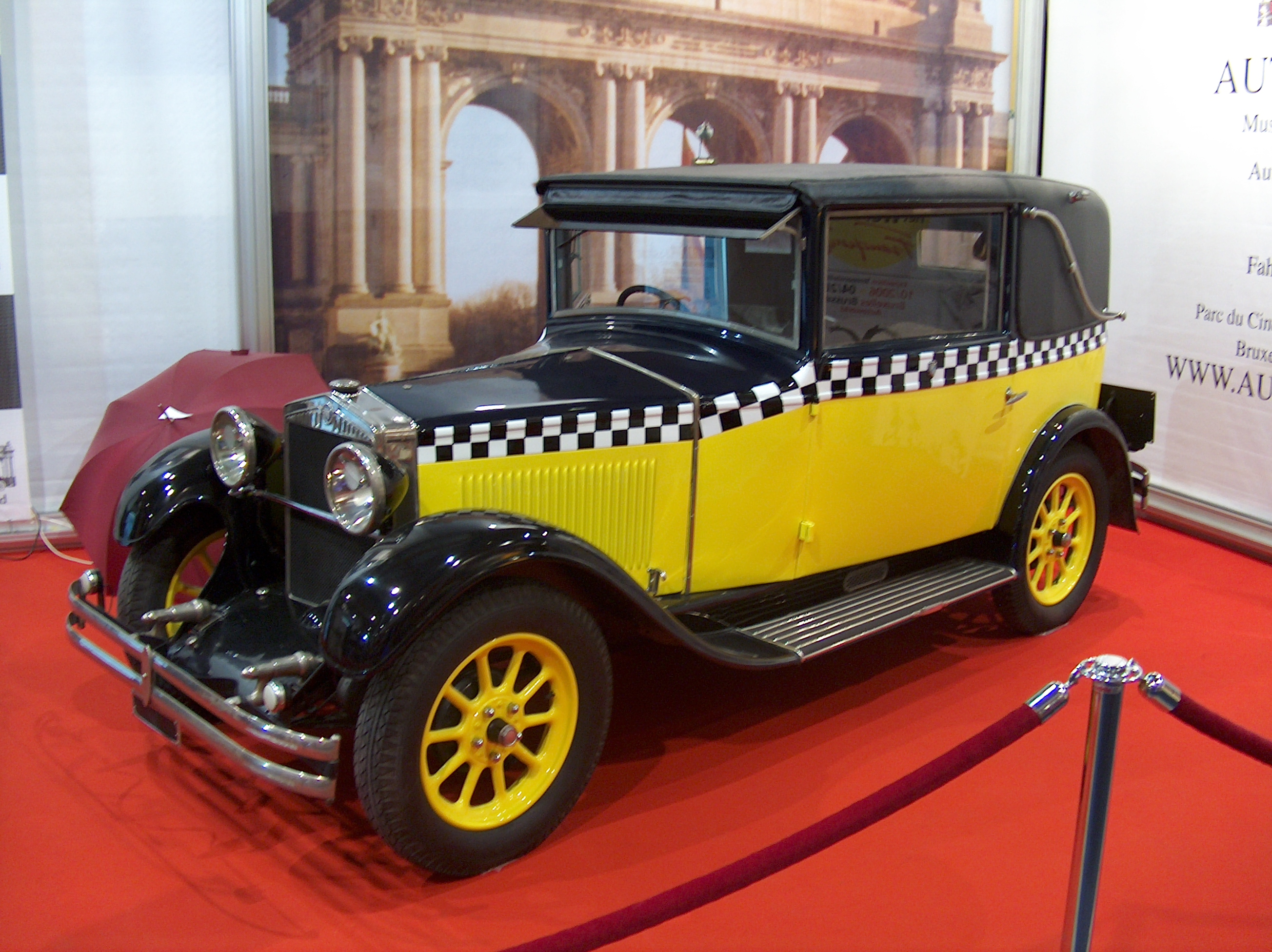
Un Fiat 509

FIAT este acronimul folosit pentru Fabbrica Italiana di Automobili Torino, care a fost înființată în anul 1899 de către Giovanni Agnelli.
În 1901 acesta a fost înlocuit cu un logo care conținea acronimul FIAT, cel mai caracteristic font fiind litera „A”, care seamănă cu o literă „H”, având laturile superioare unite. Acest semn distinctiv a rămas neschimbat de atunci. Înscrisul FIAT se afla tot pe o plăcuță albastră, marcată cu ramuri de viță de vie și simbolul unui soare care răsare.
Acest logo a fost aplicat și pe primelor automobile FIAT. 
În 1904 apare un nou logo, înscris într-un oval în două culori, albastru deschis și negru, decorat cu motive Art Nouveau. Designerul acestui logo a fost celebrul aristocrat Carlo Biscaretti di Ruffia, un împătimit al automobilelor, care l-a creat special pentru modelul Tipo Zero, lansat în anul 1912. 
În 1921 insigna a fost simplificată, devenind circulară, în centrul ei fiind înscrise literele FIAT în roșu, conturul fiind auriu. Bineînțeles, litera A a rămas cu designul tipic. Ca noutate apare și motivul coroanei de lauri în culoare argintie, reprezentând supremația fabricantului italian în competițiile automobilistice.
În 1925 se schimba logoul, fundalul fiind de data aceasta de culoare maro, cu litere albe. Tot în acest an apare modelul Tipo 509, pe care apare noul logo, un model foarte ușor, cu motor de 990 de cmc. În 1926 sunt vândute mai mult de 45.000 unități din acest model.

## Modele

### Modele istorice
| - 124 - 125 - 126 - 127 - 128 - 130 - 131 - 500 - 600 - 850 - 1100 - 1300 - Albea - Barchetta - Bianchina | - Brava - Bravo - Cinquecento - Coupé - Croma - Dino - Doblò - Ducato - Duna - Freemont - Idea - Marea - Multipla - Palio - Panda - Noua Panda | - Premio - Punto - Grande Punto - Regata - Ritmo / Strada - Seicento - Siena - Stilo - Tempra - Tipo - Topolino - Ulysse - Uno - X1/9 - Linea |

### Modele actuale
- Fiat Nuova 500 (2007–prezent)
- Fiat New 500 (2020–prezent)
- Fiat 500L (2012–prezent)
- Fiat 500X (2014–prezent)
- Fiat Doblò (2022–prezent)
- Fiat Ducato (2006–prezent)
- Fiat Panda (2011–prezent)
- Fiat Tipo/Egea (2015–prezent)

## Galerie foto

Vechiul logo FIAT (1979-1999)
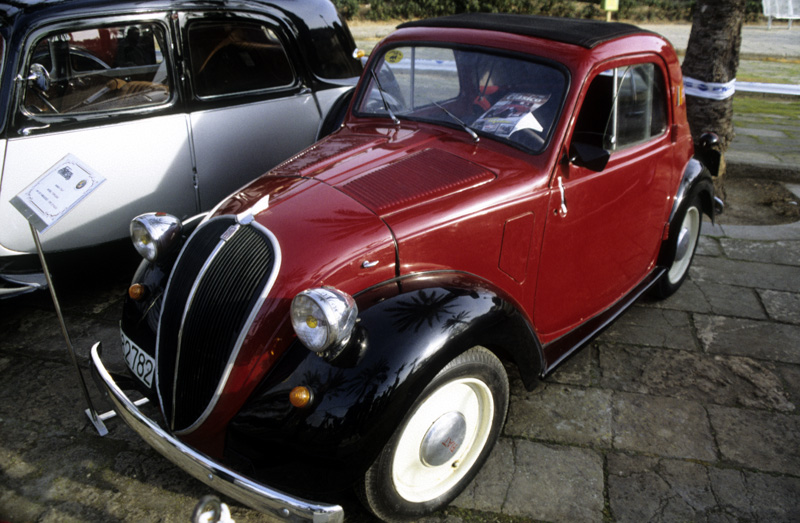
Fiat Topolino
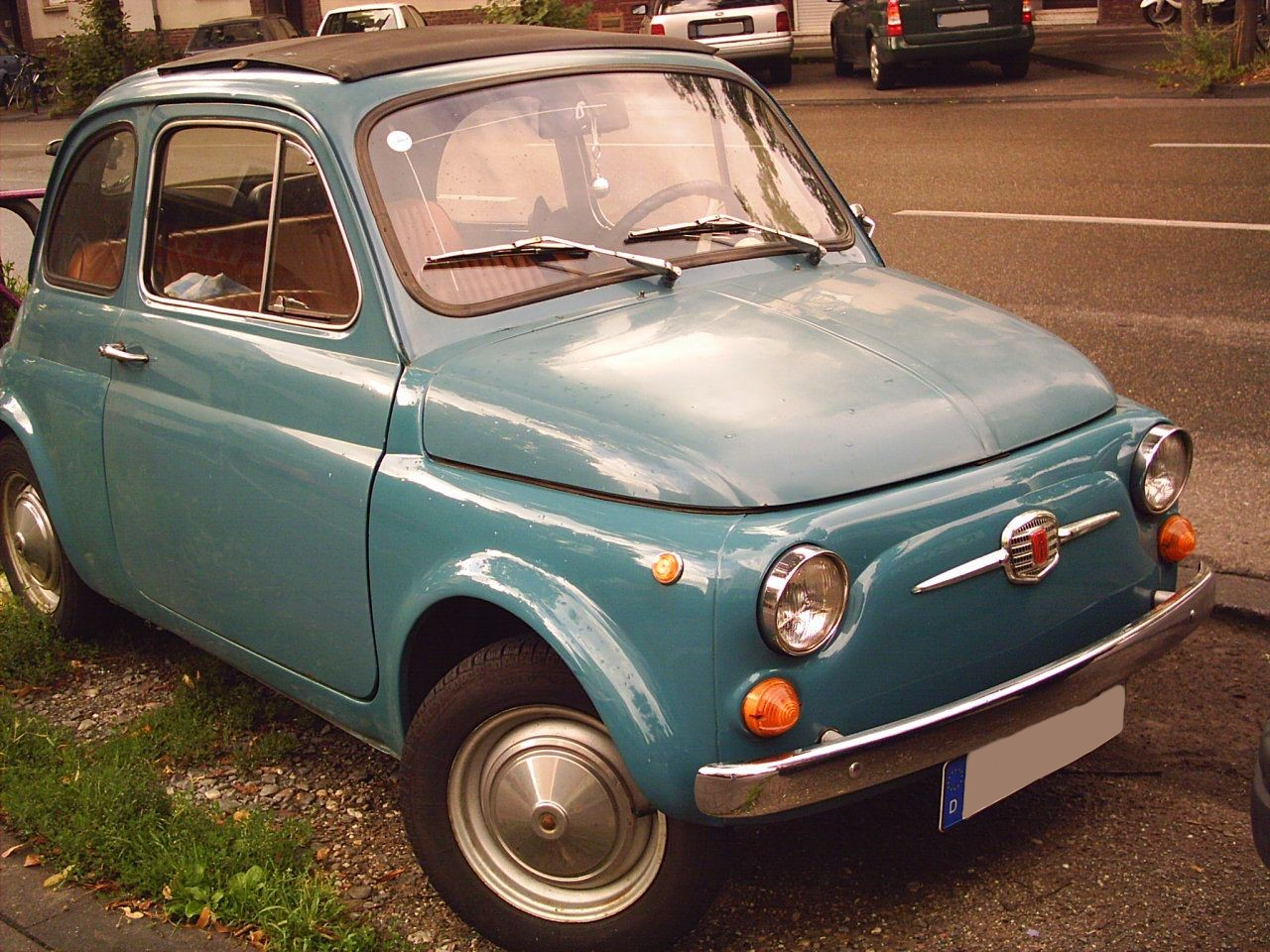
Fiat 500
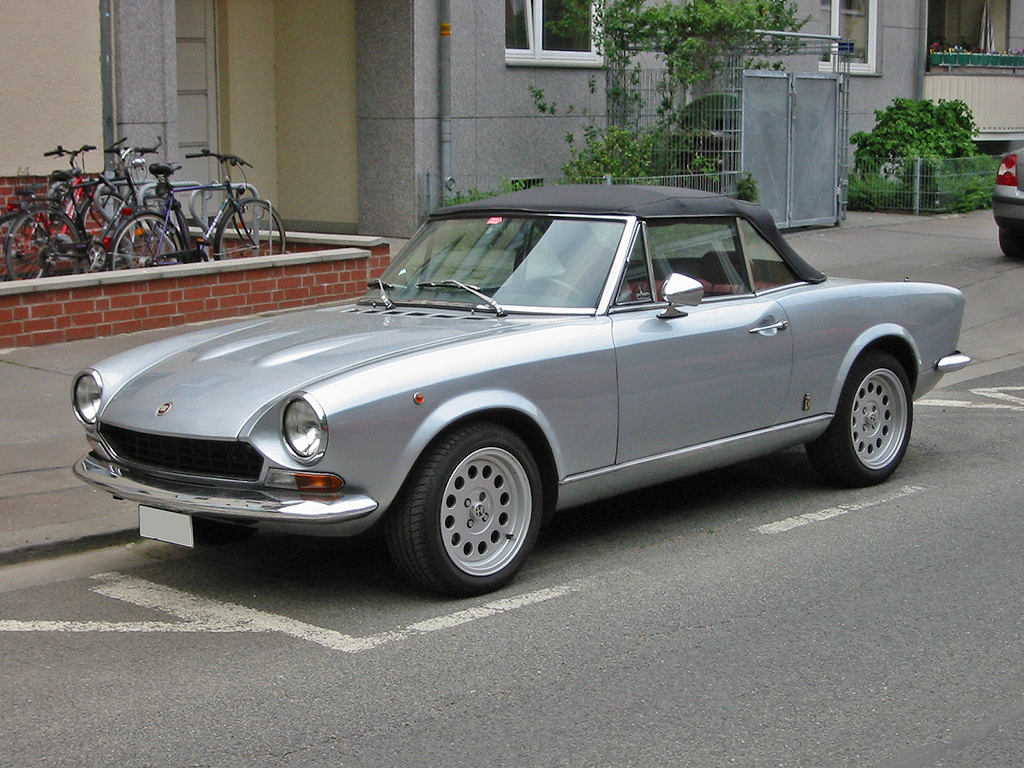
Fiat 124 Sport Spider
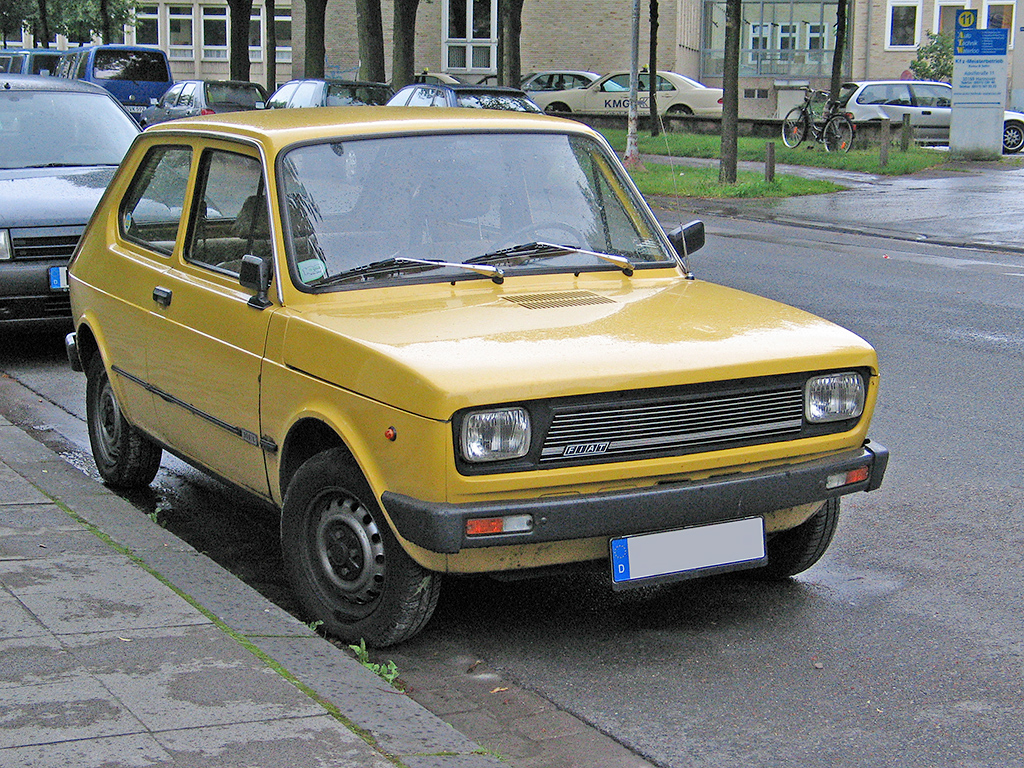
Fiat 127
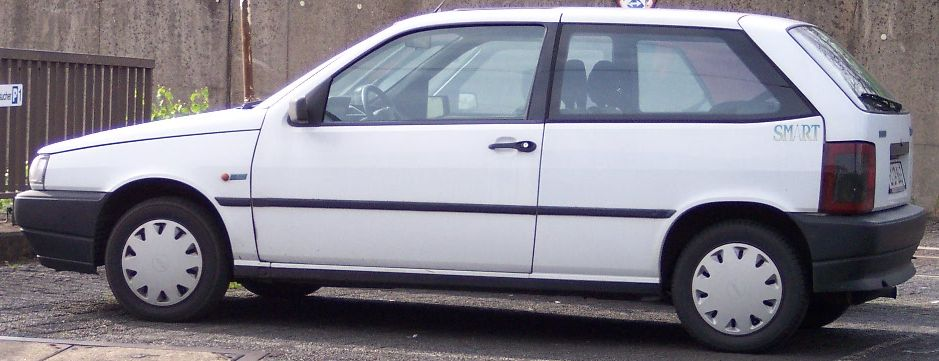
Fiat Tipo
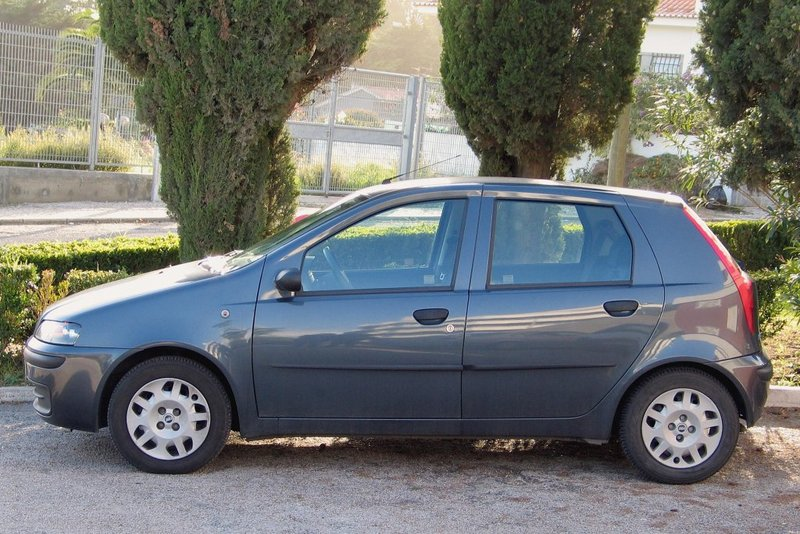
Fiat Punto
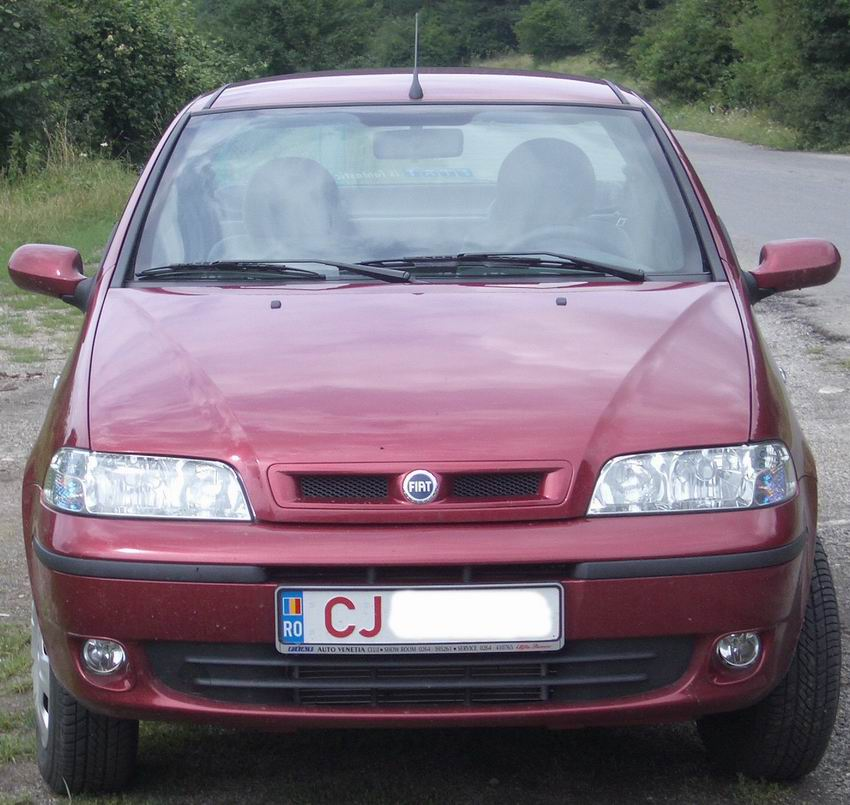
Fiat Albea
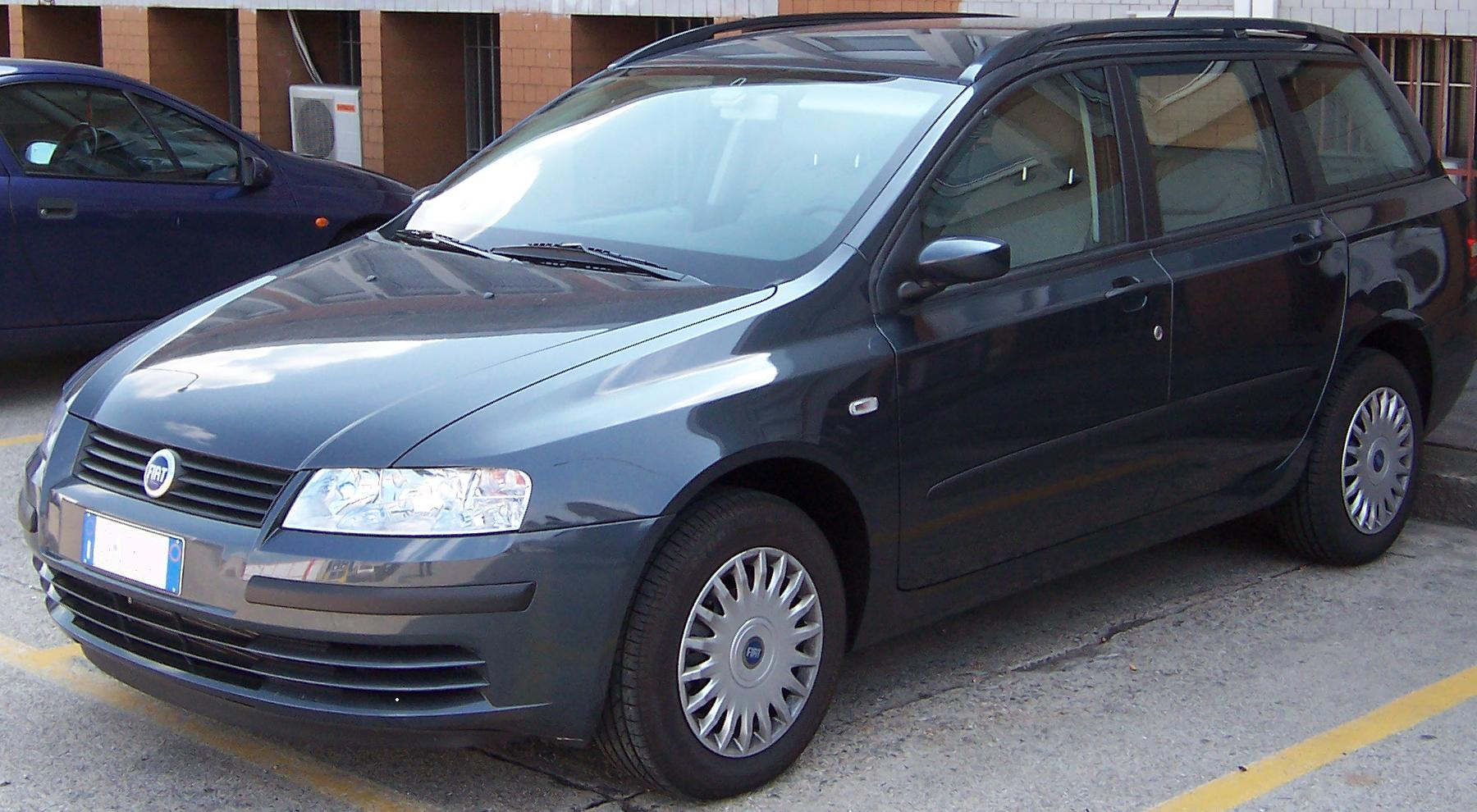
Fiat Stilo
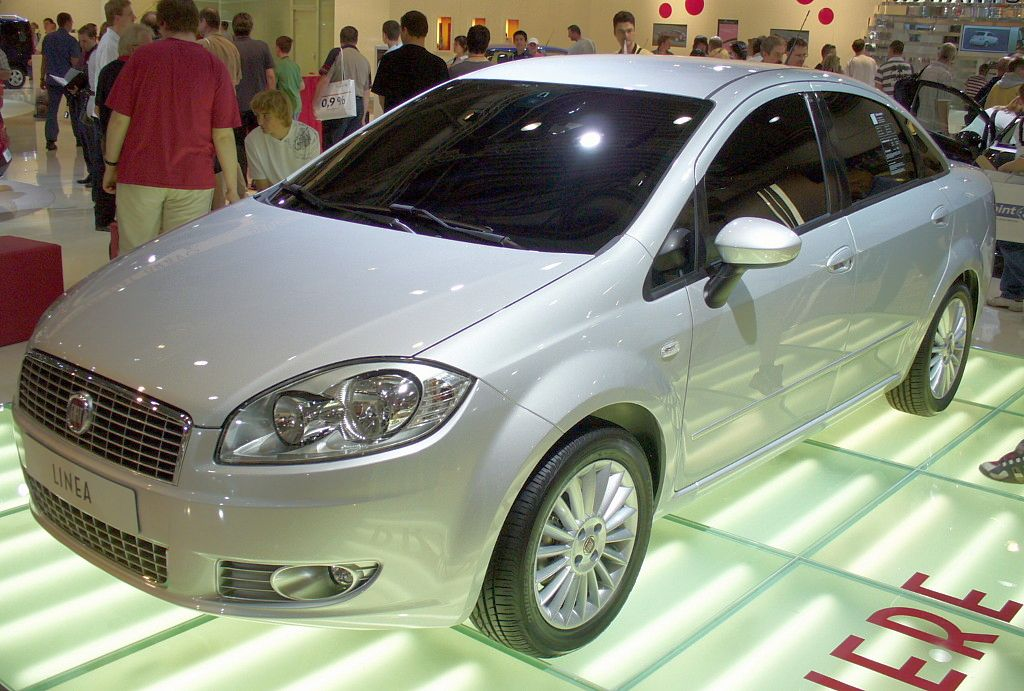
Fiat Linea
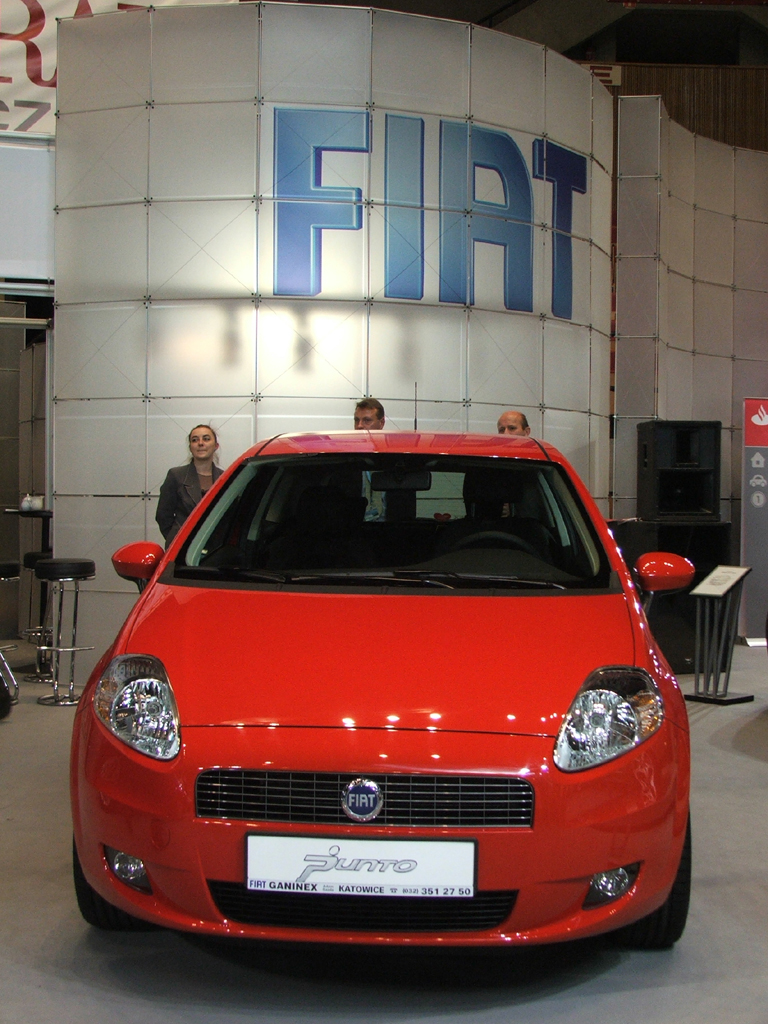
Fiat Grande Punto - Auto Moto Show Katowice 2006.

## TitluriEuropean Car of the Yearcâștigate
Autoturismele Fiat au câștigat acest renumit titlu (în limba română: Mașina Anului în Europa) de 8 ori:
- 1967 - Fiat 124
- 1970 - Fiat 128
- 1972 - Fiat 127
- 1984 - Fiat Uno
- 1989 - Fiat Tipo
- 1995 - Fiat Punto
- 1996 - Fiat Brava/Bravo
- 2004 - Fiat Noua Fiat Panda
- 2008 - Fiat Fiat 500

## Siguranță
În 2011 FIAT obține punctaj maxim la testul de siguranță IIHS. În 2011 Fiat obține titlul Top Safety Pick 

## Premii
- 2008: AutoEuropa

## Sigle

Fiat (1968)
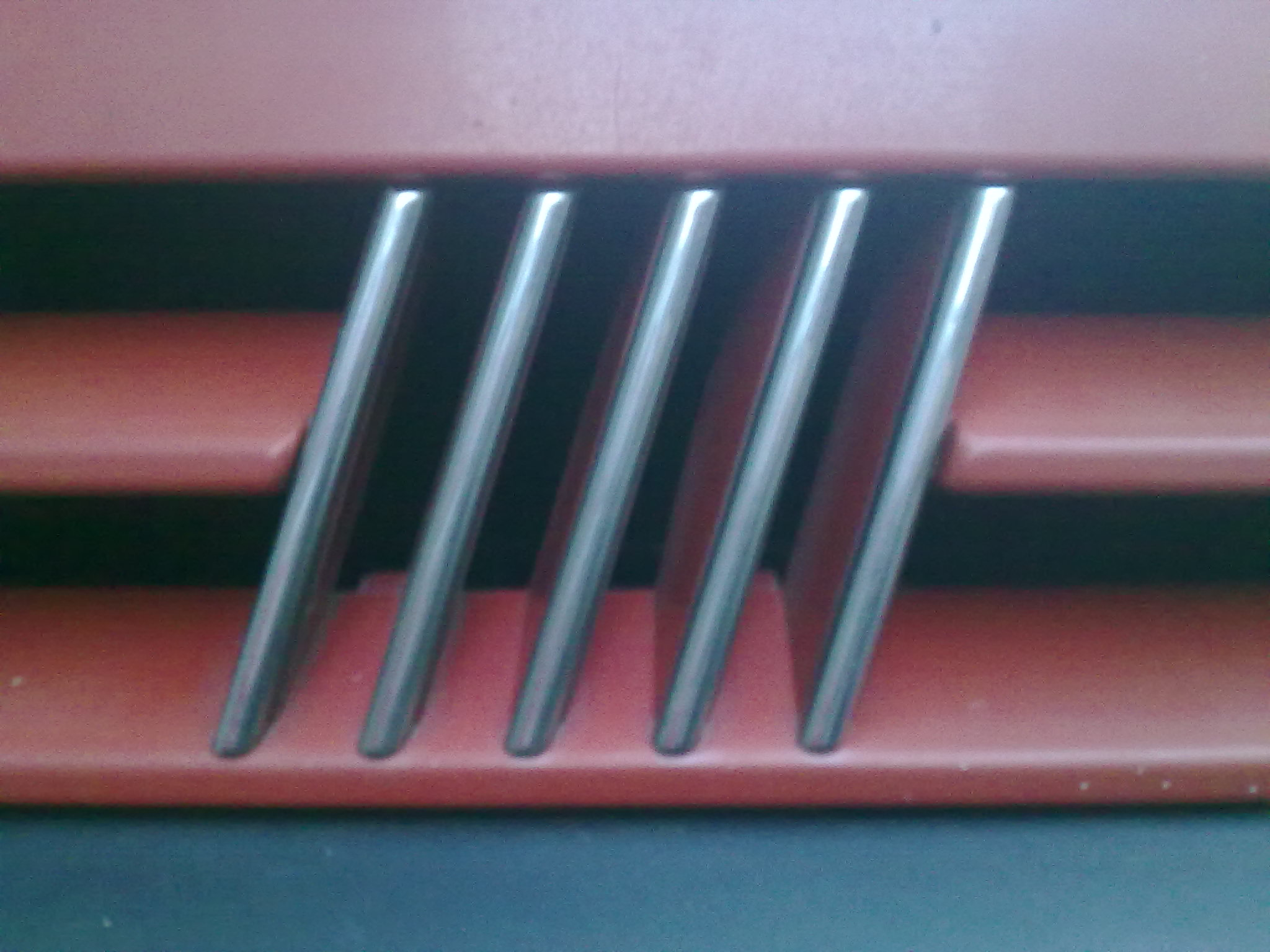
Zozo (1983)
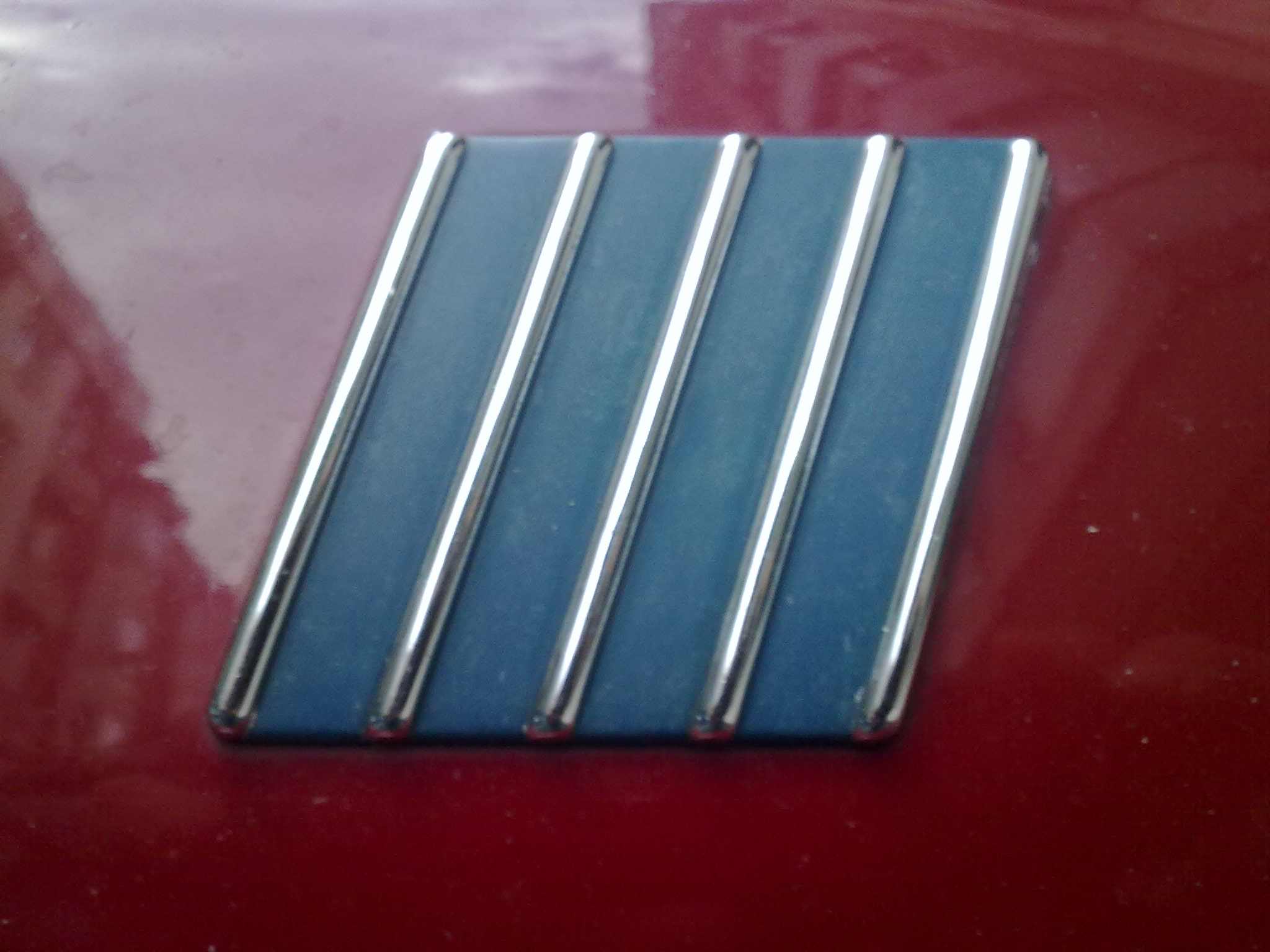
Zozo (1993)
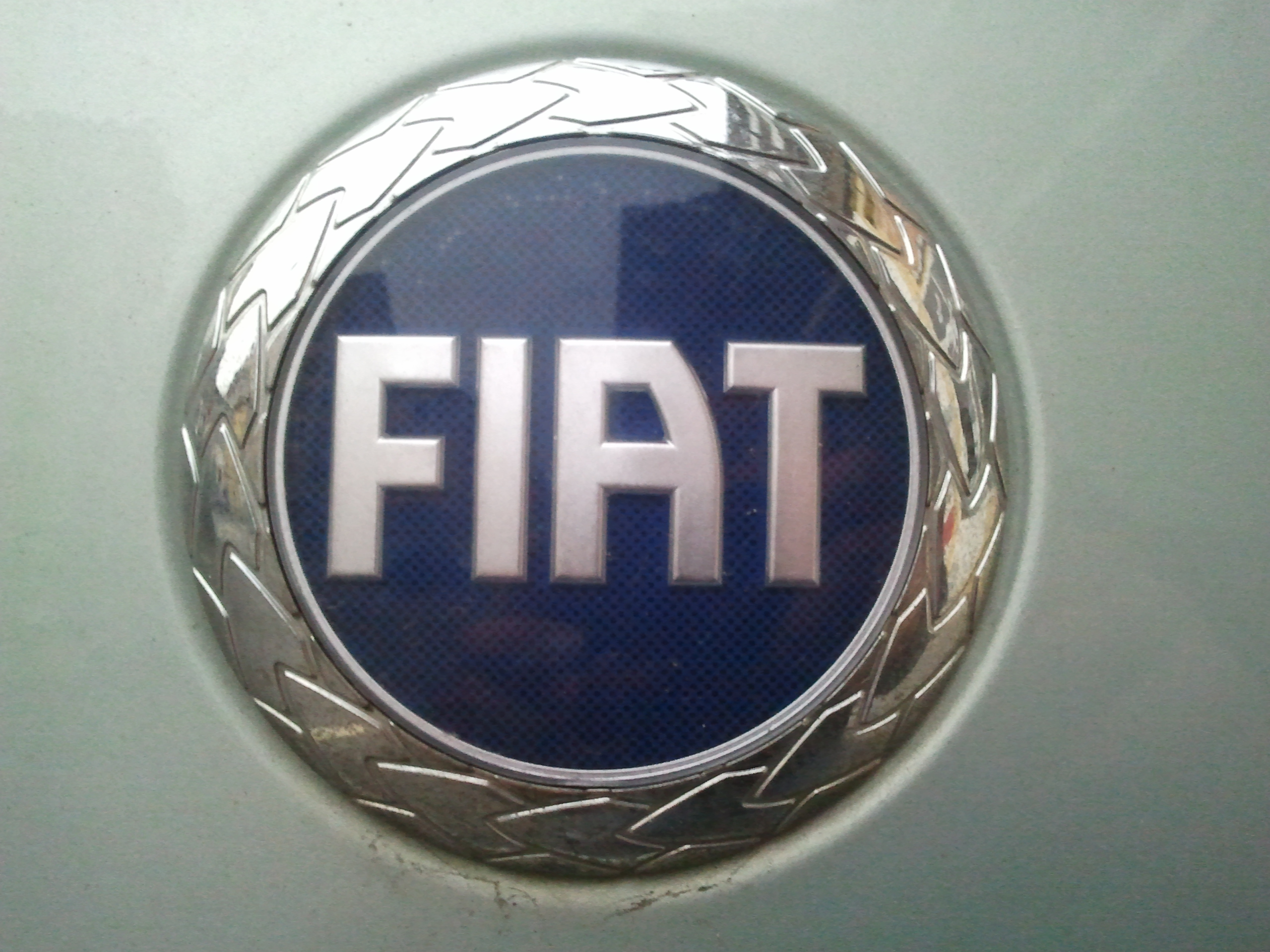
Fiat (1999)
Fiat (2007)
Fiat (2016)
Fiat (2020)